# Queen’s University Belfast
Queen’s University Belfast – brytyjska uczelnia publiczna zlokalizowana w Belfaście w Irlandii Północnej. Została założona w 1845 roku.